# Courbe de visibilité
Une courbe de visibilité est, dans le domaine du marquage routier, une représentation graphique des différentes  distances de visibilité pour un usager circulant sur une route selon sa position par rapport à un point singulier.

## Correspondance avec le marquage
Le marquage routier axial doit être en cohérence avec les conditions de visibilité de l’usager.
Ainsi :
- lorsque la perte de visibilité est totale dans chaque sens de circulation, une ligne blanche est mise en place,
- Lorsque la perte de visibilité n’affecte qu’un sens de circulation, une ligne mixte est mise en place, la ligne discontinue étant du côté de la voie où la visibilité est correcte.

Les valeurs de la distance de visibilité Δ sont fonction des valeurs de la vitesse V 15 pratiquée par les usagers.
Le point a ou d, début de la zone de dépassement interdit, est le point où la distance de visibilité devient inférieure à Δ sauf cas particulier. 
Le point b ou c, fin de la zone de dépassement interdit, est le point où la distance de visibilité devient supérieure à Δ sauf cas particulier.

Courbes de visibilité au droit d’un point singulier et marquage correspondant